# Callitrichia turrita
Callitrichia turrita is een spinnensoort in de taxonomische indeling van de hangmatspinnen (Linyphiidae).
Het dier behoort tot het geslacht Callitrichia. De wetenschappelijke naam van de soort werd voor het eerst geldig gepubliceerd in 1962 door Herman Theodor Holm.